# 平原春好
平原 春好（ひらはら はるよし、1933年 - ）は、日本の教育学者。教育学博士（論文博士・1967年）（「「帝国憲法」下における教育行政原則の成立と批判の研究」）。神戸大学名誉教授。

## 略歴
長岡市生まれ。東京大学大学院教育学研究科修士課程修了。1967年、「「帝国憲法」下における教育行政原則の成立と批判の研究」で、教育学博士の学位を取得。
東京大学助手、神戸大学助教授を経て、教授。1996年、定年退官、名誉教授、工学院大学教授。のち帝京大学教授、2003年に退職。ハーバード大学共同研究員。日本教育法学会会長(1995-1997年、1999-2001年)。

## 著書
- 『日本教育行政研究序説 帝国憲法下における制度と法理』東京大学出版会 1970
- 『日本の教育課程 その法と行政』国土社 1970 国土新書
- 『教育行政学』東京大学出版会 1993
- 『配属将校制度成立史の研究』野間教育研究所 1993

## 共編著
- 『教育と福祉の権利』小川利夫,永井憲一共編 勁草書房 1972 教育法学叢書
- 『史料教育法』神田修,寺崎昌男共編 学陽書房 1973
- 『教育行政と教育法の理論』兼子仁,永井憲一共編 東京大学出版会 1974
- 『教育法入門』牧柾名共編著 学陽書房 1975
- 『図表でたどる日本の教育』海老原治善,三輪定宣共編著 ほるぷ叢書、1975
- 『障害児の義務教育』清水寛共編 総合労働研究所 1979
- 『教育小事典』寺崎昌男共編 学陽書房 1982
- 『教育必携 法令と資料』室井修共編 学陽書房 1987
- 『学校参加と権利保障 アメリカの教育行財政』編著 北樹出版 1994
- 『教育行政学』神田修共編著 北樹出版 1996 ホーンブック
- 『教育と教育基本法』編 勁草書房 1996
- 『教育学』中野光共著 有斐閣 1997
- 『教育基本法制コンメンタール 解説』責任編集 日本図書センター 1998 日本現代教育基本文献叢書
- 『資料教育基本法50年史』鈴木英一共編 勁草書房 1998
- 『戦後教育改革構想』寺崎昌男責任編集 小川利夫,平原企画・編集 日本図書センター 2000
- 『現代教育法概説』室井修,土屋基規共著 学陽書房 2001
- 『概説教育行政学』編 東京大学出版会 2009

## 翻訳
- マーサ・M.マッカーシー,ネルダ・H.キャンブロン=マカベ 『アメリカ教育法 教師と生徒の権利』青木宏治共訳 三省堂 1991